# جوني كيني
جوني كيني (بالإنجليزية: Johnny Keane)‏ هو لاعب كرة قاعدة أمريكي، ولد في 3 نوفمبر 1911 في سانت لويس في الولايات المتحدة، وتوفي في 6 يناير 1967 في هيوستن في الولايات المتحدة بسبب نوبة قلبية.

## وصلات خارجية
- جوني كيني على موقعبيزبول رفرنس.كوم (الدوري الثانوي) (الإنجليزية)
- جوني كيني على موقع جمعية أبحاث البيسبول الأمريكية (الإنجليزية)